# Gerard Kitchen O'Neill
Gerard Kitchen O'Neill (Nova Iorque, 6 de fevereiro de 1927 — Redwood City, 27 de abril de 1992) foi um físico norte-americano e ativista espacial. Como membro do corpo docente da Universidade de Princeton, ele inventou um dispositivo chamado anel de armazenamento de partículas para experimentos de física de alta energia. Mais tarde, ele inventou um lançador magnético chamado mass driver. Na década de 1970, ele desenvolveu um plano para construir assentamentos humanos no espaço sideral, incluindo um projeto de habitat espacial conhecido como cilindro de O'Neill. Ele fundou o Space Studies Institute, uma organização dedicada a financiar pesquisas sobre fabricação espacial e colonização.
O'Neill começou a pesquisar física de partículas de alta energia em Princeton em 1954, depois de receber seu doutorado na Universidade de Cornell. Dois anos depois, ele publicou sua teoria para um anel de armazenamento de partículas. Esta invenção permitiu aceleradores de partículas em energias muito mais altas do que era possível anteriormente. Em 1965, na Universidade de Stanford, ele realizou o primeiro experimento de física de feixe de colisão.
Enquanto ensinava física em Princeton, O'Neill se interessou pela possibilidade de que os humanos pudessem sobreviver e viver no espaço sideral. Ele pesquisou e propôs uma ideia futurista para o assentamento humano no espaço, o cilindro de O'Neill, em "A Colonização do Espaço", seu primeiro artigo sobre o assunto. Ele realizou uma conferência sobre fabricação espacial em Princeton em 1975. Muitos que se tornaram ativistas espaciais pós- era Apollo compareceram. O'Neill construiu seu primeiro protótipo de driver de massa com o professor Henry Kolm em 1976. Ele considerou os drivers de massa críticos para extrair os recursos minerais da Lua e asteróides. Seu livro premiado The High Frontier: Human Colonies in Space inspirou uma geração de defensores da exploração espacial. Ele morreu de leucemia em 1992.

## Publicações

### Livros
- O'Neill, Gerard K. (1977). The High Frontier: Human Colonies in Space. New York: William Morrow & Company. ISBN 0-9622379-0-6
- O'Neill, Gerard K. (ed.); O'Leary, Brian (1977). Space-Based Manufacturing from Nonterrestrial Materials. New York: American Institute of Aeronautics. ISBN 0-915928-21-3
- Cheng, David C.; O'Neill, Gerard K. (1979). Elementary Particle Physics: An Introduction. Reading, Massachusetts: Addison-Wesley. ISBN 0-201-05463-9
- O'Neill, Gerard K. (1981). 2081: A Hopeful View of the Human Future. New York: Simon and Schuster. ISBN 0-671-44751-3
- O'Neill, Gerard K. (1983). The Technology Edge: Opportunities for America in world competition. New York: Simon and Schuster. ISBN 0-671-44766-1

### Artigos
- O'Neill, Gerard K. (1954). «Time-of-Flight Measurements on the Inelastic Scattering of 14.8-Mev Neutrons». Physical Review. 95 (5): 1235–1245. Bibcode:1954PhRv...95.1235O. doi:10.1103/PhysRev.95.1235
- O'Neill, Gerard K. (1956). «Storage-Ring Synchrotron: Device for High-Energy Physics Research». Physical Review. 102 (5): 1418–1419. Bibcode:1956PhRv..102.1418O. doi:10.1103/PhysRev.102.1418
- O'Neill, Gerard K. (1963). «Storage Rings». Science. 141 (3582): 679–686. Bibcode:1963Sci...141..679O. PMID 17752920. doi:10.1126/science.141.3582.679
- O'Neill, Gerard K. (1968). «A High-Resolution Orbiting Telescope: New techniques would lead to orbiting an optical telescope 25 times the diameter of Palomar's». Science. 160 (3830): 843–847. Bibcode:1968Sci...160..843O. PMID 17774392. doi:10.1126/science.160.3830.843
- O'Neill, Gerard K. (1974). «The Colonization of Space». Physics Today. 27 (9): 32–40. Bibcode:1974PhT....27i..32O. doi:10.1063/1.3128863
- O'Neill, Gerard K. (1975). «The High Frontier». CoEvolution Quarterly (7): 6–9. Consultado em 18 de agosto de 2008. Cópia arquivada em 19 de novembro de 2002
- O'Neill, Gerard K. (1975). «Space Colonies and Energy Supply to the Earth». Science. 190 (4218): 943–947. Bibcode:1975Sci...190..943O. doi:10.1126/science.190.4218.943
- O'Neill, Gerard K. (1976). «Engineering a Space Manufacturing Center». Astronautics and Aeronautics. 14: 20–28, 36. Bibcode:1976AsAer..14...20P
- O'Neill, Gerard K. (1978). «The Low (Profile) Road to Space Manufacturing». Astronautics and Aeronautics. 16 (3): 18–32. Bibcode:1978AsAer..16...18G
- O'Neill, Gerard K.; Driggers, Gerald; O'Leary, Brian (1980). «New Routes to Manufacturing in Space». Astronautics and Aeronautics. 18 (10): 46–51. Bibcode:1980AsAer..18...46G
- O'Neill, Gerard K.; Kolm, Henry H. (1980). «High acceleration mass drivers». Acta Astronautica. 7 (11): 1229–1238. Bibcode:1980AcAau...7.1229O. doi:10.1016/0094-5765(80)90002-8
- O'Neill, Gerard K. (1981). «Where is everybody? Some new answers». Nature. 294 (25). 25 páginas. Bibcode:1981Natur.294...25O. doi:10.1038/294025a0
- O'Neill, Gerard K. (1981). «Satellite Air Traffic Control». Astronautics and Aeronautics. 19 (3): 27–31
- O'Neill, Gerard K. (1981). «Recent developments in mass drivers». Space Manufacturing. 4: 97–104. OCLC 8112602
- O'Neill, Gerard K. (1982). «Satellites Instead». AOPA Pilot. 25 (7): 51–54, 59–63
- O'Neill, Gerard K. (1983). «Geostar». AOPA Pilot. 26 (9): 53–57
- O'Neill, Gerard K.; Maryniak, G. E. (1988). «Radiation Shielding to Solar Power Satellites: Results of the January 1988 SSI/Princeton Lunar Systems Study». Lunar Bases. 2. 185 páginas. Bibcode:1988LPICo.652..185O

## Patentes
O'Neill recebeu seis patentes no total (duas postumamente) nas áreas de determinação da posição global e levitação magnética.
- US 4359733 Sistema de determinação da posição do veículo baseado em satélite, concedido em 16 de novembro de 1982
- US 4744083 Sistema de determinação de posição e transferência de mensagens baseado em satélite com monitoramento da qualidade do link, concedido em 10 de maio de 1988
- US 4839656 Determinação de posição e sistema de transferência de mensagens empregando satélites e mapa de terreno armazenado, concedido em 13 de junho de 1989
- US 4965586 Determinação de posição e sistema de transferência de mensagens empregando satélites e mapa de terreno armazenado, concedido em 23 de outubro de 1990
- US 5282424 Sistema de transporte de alta velocidade, concedido em 1º de fevereiro de 1994
- US 5433155 Sistema de transporte de alta velocidade, concedido em 18 de julho de 1995